# David Kaufman
David Kaufman född 23 juli 1961 i Saint Louis, Missouri, är en amerikansk skådespelare. Han är känd som rösten för Danne Fantom och Aldrin Pesky i Det Surrar om Maggie.